# Światowy Dzień Wzroku
Światowy Dzień Wzroku (ang. World Sight Day) – święto obchodzone corocznie od 2000 roku w 2. czwartek października, organizowane przez międzynarodową koalicję VISION 2020, zrzeszającą 26 organizacji, w tym Międzynarodową Agencję do Zapobiegania Ślepocie (IAPB, ang. International Agency for the Prevention of Blindness) oraz Światową Organizację Zdrowia (WHO, ang. World Health Organization). 
Celem koalicji „VISION 2020: The Right to Sight” (Prawo do Widzenia) jest  zlikwidowanie do 2020 roku możliwych do wyeliminowania przyczyn ślepoty. Obchody święta mają na celu promowanie wiedzy na temat wad wzroku i znaczenia profilaktyki.

## Historia
Na świecie żyje około 45 milionów osób niewidomych i 269 milionów osób z zaburzeniami widzenia, co daje sumę 314 milionów osób z dysfunkcją wzroku na świecie, czyli około 4,49% populacji ludzkiej. Wśród przyczyn ślepoty jest wymieniane m.in. ubóstwo oraz choroby, np. zaćma, jaskra, cukrzyca i nieskorygowane wady wzroku. Stwierdzono, że 80% przypadków ślepoty można uniknąć dzięki profilaktyce i podstawowym formom leczenia. 
Inicjatorem międzynarodowej akcji skoordynowanego przeciwdziałania ślepocie był Lions Clubs International. W 1989 roku uruchomiono projekt SightFirst, w ramach którego przeznaczono około 44 mln funtów, m.in. na utworzenie 30 ośrodków okulistyki pediatrycznej na całym świecie. Kolejna akcja Lions (SightFirstII) objęła też zagadnienia zagrożeń wzroku osób starszych (m.in. leczenie zaćmy). Dotacja wyniosła ponad 200 tys. USD.
Dwustronna umowa o współpracy WHO (utworzonej w 1946 r.) i IAPB (utworzonej w 1975 r.) została zawarta 
w roku 1994. Koalicja  VISION 2020 została zainaugurowana 18 lutego 1999 roku w Genewie przez dr Gro Harlem Brundtlanda, ówczesnego dyrektora generalnego WHO. Program realizuje 26 organizacji międzynarodowych.
Podjęto działania, zmierzające do zmobilizowania rządów i organizacji pozarządowych do wspólnego planowania, wprowadzania i rozwoju narodowych programów ochrony wzroku, w tym stworzenia zasad podstawowej opieki zdrowotnej i zapewnienia właściwej infrastruktury i zasobów ludzkich.

## Obchody w Polsce
Pierwsze obchody w Polsce odbyły się 3 października 2006 roku, a patronat nad nimi objął Zbigniew Religa. Organizatorami są Polski Związek Niewidomych, Polskie Towarzystwo Okulistyczne oraz Stowarzyszenie Pacjentów chorych na AMD. Realizowane są w ramach kampanii społecznej "Dobry wzrok na całe życie", której patronuje PTO.